# Château d'Oyé
Le château d'Oyé est un ancien château fort, centre de la seigneurie puis baronnie d'Oyé, qui se dresse sur la commune d'Oyé dans le département de Saône-et-Loire, en région Bourgogne-Franche-Comté.

## Situation
Le château d'Oyé est située dans le département français de Saône-et-Loire sur la commune d'Oyé, au centre du village, près de l'église.

## Histoire
Le château est à l'origine la possession des seigneurs d'Oyez et échoit par mariage à la famille de Semur.
Au XIe siècle, Dalmace de Semur, dit le Jeune, est seigneur du lieu ; son fils, Renaud de Semur, lui succède. Au XIIIe siècle, la baronnie, enclave du Brionnais en Mâconnais, est détachée de celle de Semur pour constituer l'apanage d'un puîné de la famille de Luzy, issue de celle de Semur. En 1390, il est la possession de Pierre de Luzy.
En 1566, la terre passe par mariage à la maison de Breschard. En 1636, Gabrielle de Ryau, veuve de François III de Cugnac, marquis de Dampierre et sire de Boucard, vend la baronnie aux Andrault de Langeron, marquis de Maulévrier (Melay), dont les représentants à Oyé sont de père en fils : Hector Andrault de Langeron ; François Andrault de Langeron, mort en 1715 ; Jean-Baptiste Andrault de Langeron (1677-1754) ; Charles-Claude Andrault de Langeron (1720-1792).
En 1850, le logis est restauré.

## Héraldique
Écartelé : aux 1 et 4, d'azur, à trois étoiles d'argent ; aux 2 et 3, de gueules, à quatre fasces endentées d'argent, et une bande d'azur chargée de fleurs de lys d'or sans nombre brochant sur le tout.

## Description

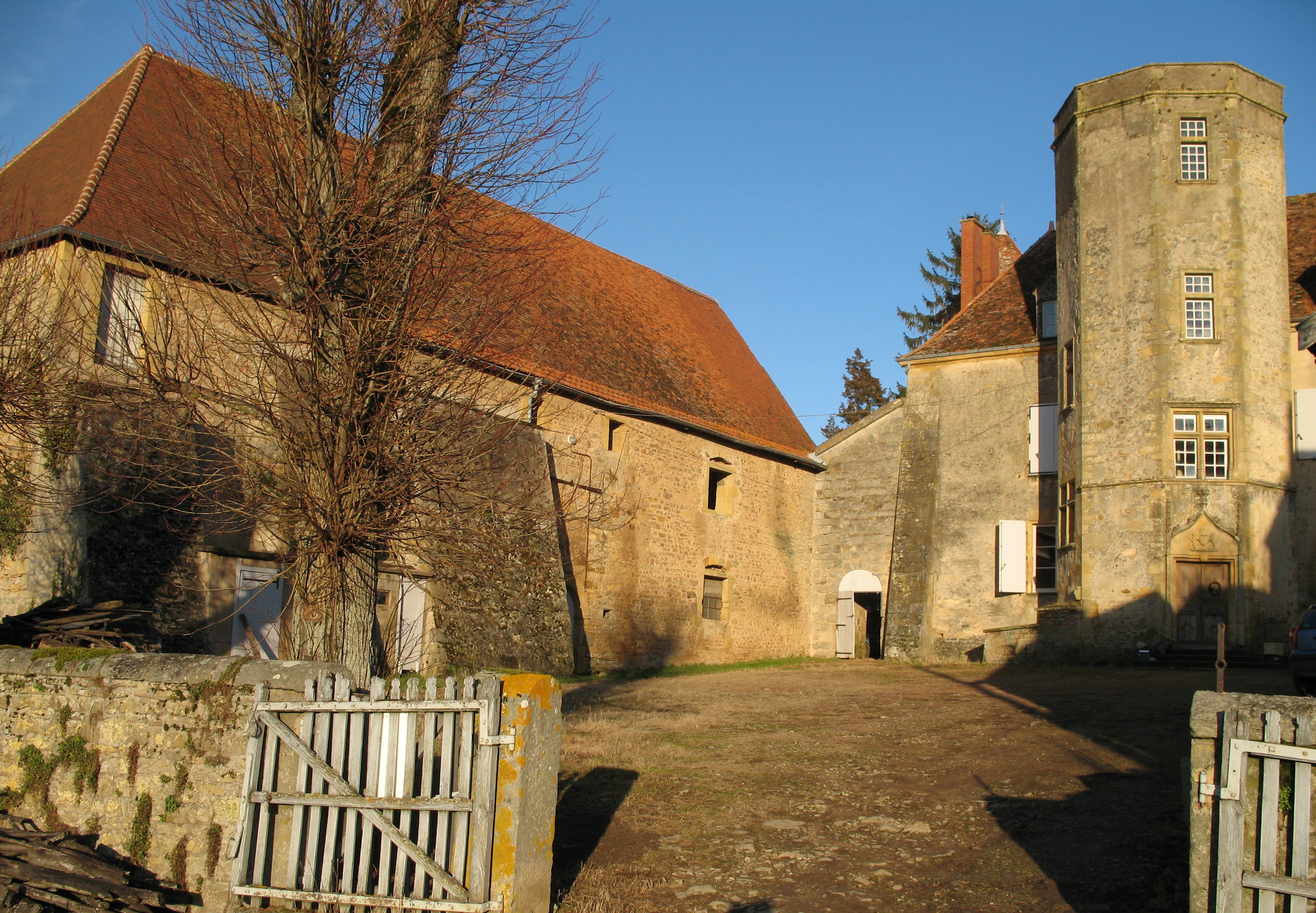
La façade ouest

Un extrait du dénombrement de 1636 signale dans son inventaire « le circuit ancien dudit château qui souloit être entouré de murailles dans lequel circuit est assise l'église paroissiale avec le cimetière dudit Oyé », ce qui signifie, entre autres, que l'enceinte du château encerclait l'église et le bourg.
De cette vaste forteresse, il ne reste qu'un logis des XVe et XVIe siècles, de plan rectangulaire sous un toit à croupes. Il est flanqué de deux tours rondes, coiffées de toits coniques et d'une tour d'escalier octogonale terminée en terrasse hors œuvre côté cour. Les fenêtres du corps de logis sont surmontées de linteaux ornés d'accolades, très restaurés au XIXe siècle ; celles de la tour d'escalier, rectangulaires, ont des encadrements et des meneaux et croisillons moulurés. La porte d'entrée de cette tour est couronnée d'un gâble en accolade entre deux pinacles, dans le tympan duquel sont sculptées des armoiries comportant trois bandes qui peuvent être soit celles des Luzy, soit celles des Breschard.